# Малайсары (хребет)
Малайсары — горный хребет в Алматинской области Казахстана.

## История
Хребет образовался в эпоху формирования альпийской складчатости. На формирование рельефа повлияли процессы древнего и современного оледенения.

## Название
Малайсары — имя тюркского батыра, судьи, искусного дипломата Среднего жуза из рода Басентиын племени аргын, одного из ярких борцов казахского народа против джунгарской агрессии. Его имя носит самый западный отрог гор Джунгарский Алатау.

## Описание
Хребет тянется с востока на запад примерно на 80 км. Ширина хребта не превышает 5 км. Относительная высота — до 500 м, абсолютная достигает 1406 м. Это пологий и невысокий хребет. Его природная зона — полупустыня. Рельеф местности холмистый, но северная часть скальная, с глубокими ущельями. Здесь находится вершина Ханшатыр.

## Охрана
Территория хребта не входит в состав Национальных природных парков и имеет благоприятную акустическую среду (тишина, мелодичные звуки в природе). Рекомендуемые периоды посещений: апрель — июнь; август — октябрь.